# Amorphochelus nigrescens
Amorphochelus nigrescens är en skalbaggsart som beskrevs av Blanchard 1850. Amorphochelus nigrescens ingår i släktet Amorphochelus och familjen Melolonthidae. Inga underarter finns listade i Catalogue of Life.